# Staatsstraße 177
Die Staatsstraße 177  (S 177) ist eine Staatsstraße in Sachsen, deren südöstlicher Abschnitt zwischen Pirna und Radeberg nach der Fertigstellung von geplanten Ausbaustrecken und Ortsumgehungen zusammen mit der Staatsstraße 95 als Ostumfahrung von Dresden zwischen der Bundesautobahn 17 und der Bundesautobahn 4 dienen soll.

## Verlauf

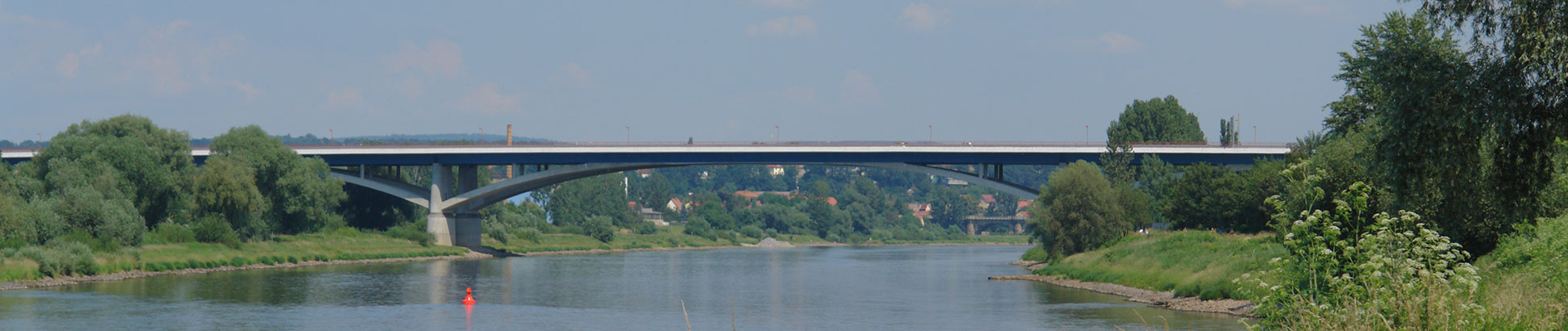
Die S 177 führt in Pirna über die Sachsenbrücke bzw. die Elbe

Verlauf der Staatsstraße 177 (rot)

Die S 177 verläuft bei Pirna beginnend als Fortsetzung der B 172a (Autobahnzubringer von der A 17) über die Sachsenbrücke und damit die Elbe, an Graupa und Bonnewitz vorbei durch Wünschendorf, Eschdorf, Rossendorf und weiter nach Radeberg. Dabei kreuzt sie in Rossendorf die B 6.
Bis 2008 führte sie durch das südliche Stadtgebiet Radebergs. Der Ausbau und die damit einhergehende Verlegung erfolgte mit dem Straßenbauvorhaben Staatsstraße 177 Ortsumgehung Großerkmannsdorf/Ortsumgehung Radeberg, das am 5. Dezember 2008 abgeschlossen wurde.
Vom Anschluss Radeberg-Nordost führt die S 177 weiter durch das nördliche Stadtgebiet und über Feldschlößchen und Seifersdorf zur Anschlussstelle Ottendorf-Okrilla der BAB 4 (Nr. 84). Durch Ottendorf-Okrilla führt sie weiter über Medingen zur Anschlussstelle 21 der BAB 13, Radeburg, von dort weiter über Steinbach und Gröbern nach Meißen.
Der Abschnitt zwischen Meißen und der Anschlussstelle Wilsdruff der Bundesautobahn 4 trug in der DDR die Bezeichnung F 177.

## Ausbau östlich Dresden
| Ausbauabschnitt                | Länge  | Ausbauzustand      | (Planungs-)Stand                              |
| ------------------------------ | ------ | ------------------ | --------------------------------------------- |
| Westumgehung Pirna 1. BA       | 1,7 km | 2 × 2 Fahrstreifen | Verkehrsfreigabe 1999                         |
| Westumgehung Pirna 2. BA       | 3,7 km | 2 × 2 Fahrstreifen | Verkehrsfreigabe 2003                         |
| OU Graupa/Bonnewitz            | 4,9 km | 2 + 1 Fahrstreifen | Verkehrsfreigabe 2014                         |
| OU Wünschendorf/Eschdorf       | 5,6 km | 2 + 1 Fahrstreifen | im Bau, Verkehrsfreigabe voraussichtlich 2027 |
| Verlegung westlich Rossendorf  | 3,2 km | 2 + 1 Fahrstreifen | im Planfeststellungsverfahren                 |
| OU Großerkmannsdorf / Radeberg | 6,2 km | 2 + 1 Fahrstreifen | Verkehrsfreigabe 2008                         |

### Westumgehung Pirna
Die Westumgehung Pirnas wurde zwischen 1997 und 2003 in zwei Bauabschnitten verwirklicht. Die Trasse wurde mit je zwei Fahrstreifen pro Richtung getrennt durch Mittelstreifen errichtet.

### Ortsumgehungen Graupa/Bonnewitz
Für den 4,9 km langen Streckenabschnitt nördlich Pirna zwischen dem Knotenpunkt mit der S 167 und südlich Wünschendorf wurde das Planfeststellungsverfahren im Frühjahr 2012 abgeschlossen. Das Landesamt für Straßenbau und Verkehr hat damit das Baurecht erteilt und die öffentliche Ausschreibung begonnen. Die Strecke verläuft laut einer Pressemitteilung der Landesdirektion Sachsen (Dresden) zunächst nahe der vorhandenen S 177, schwenkt im weiteren Verlauf südlich von Bonnewitz nach Osten und umgeht Bonnewitz östlich. Der genehmigte Straßenneubau endet südlich Wünschendorf. Der offizielle erste Spatenstich für die Ortsumgehung Bonnewitz erfolgte am 20. Juli 2012.
Der Ausbau der Bestandsstrecke bis zur neuen Abfahrt südlich von Bonnewitz war bereits zuvor abgeschlossen; die Fertigstellung und Freigabe des gesamten Teilabschnittes erfolgte im Dezember 2014.

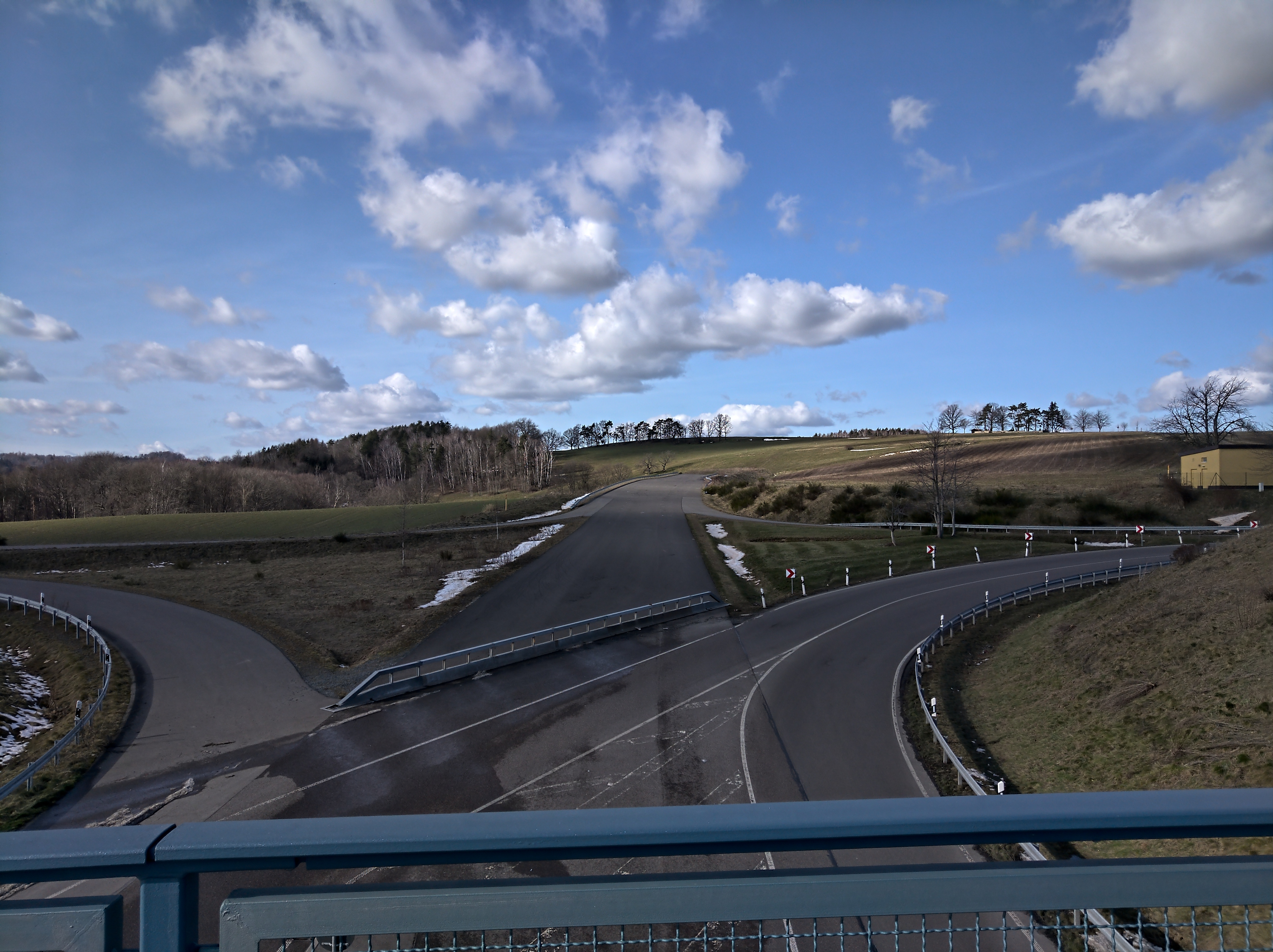
S 177 südlich Wünschendorf mit bereits realisierten Abfahrten, Trassenansatz Richtung Rossendorf (Frühjahr 2021)

### Ortsumgehungen Wünschendorf/Eschdorf
Der Planfeststellungsbeschluss für den 5,6 km langen Straßenabschnitt bei Wünschendorf und Eschdorf wurde im Januar 2018 erteilt. Dabei soll Wünschendorf im Westen, und Eschdorf im Nord-Osten umfahren werden. Bauvorbereitende Maßnahmen hätten im Herbst 2018 beginnen können, bevor frühestens im Jahr 2019 der eigentliche Baustart erfolgt wäre. Mit einer Verkehrsfreigabe hätte dann nicht vor 2022 gerechnet werden können. Im April 2018 reichte der BUND Klage gegen die Planung ein – damit wurde ein Baustart 2019 unrealistisch.
Seit November 2019 wurden archäologische Untersuchungen und Grabungen durchgeführt, die im Sommer 2020 abgeschlossen waren. Nachdem der BUND Ende Februar 2021 seine Klage zurückgezogen hat, wurde mit dem Bau begonnen. Sieben der neun Brücken wurden bis 2023 fertiggestellt. Der eigentlich Straßenbau begann im Jahr 2024, in dem allein 16 Millionen Euro verbaut wurden. Die Verkehrsfreigabe ist für 2027 geplant (veranschlagte Kosten: 71,5 Millionen Euro).

### Ortsumgehung Rossendorf mit Kreuzung B6
Der 3,2 km lange Straßenabschnitt befindet sich im Planfeststellungsverfahren. Der Verlauf nach der Ortsumgehung Eschdorf ist westlich von Rossendorf, die B 6 planfrei kreuzend und an die bereits fertiggestellte Ortsumgehung Großerkmannsdorf/Radeberg anschließend. Dieser Verlauf wurde aus
- Lärmschutzgründen (Rossendorf),
- Bedarf an privaten Grundstücken mit Abriss von Häusern im derzeitigen Kreuzungsbereich mit der B 6 und
- Naturschutzgründen (Umgehung des Quellgebietes der Prießnitz in den Rossendorfer Teichen) gewählt.

Im Juni 2016 wurde der Antrag zum Planfeststellungsverfahren bei der Landesdirektion eingereicht. Ein Baustart ist auch Ende 2023 noch nicht abzusehen.

### Ortsumgehung Großerkmannsdorf/Radeberg
Baubeginn für diese Ortsumgehung mit 6,4 km Länge war am 30. August 2004. Ein erstes Teilstück zwischen dem Knotenpunkt mit der S 159 (Großröhrsdorfer Straße) und dem Knotenpunkt mit der S 95 (Stolpener Straße) wurde am 6. September 2007 freigegeben. Der weitere Abschnitt bis südlich Großerkmannsdorf wurde am 5. Dezember 2008 freigegeben. Somit ist das Teilprojekt OU Großerkmannsdorf/Radeberg abgeschlossen.
Die Gesamtkosten der Ortsumgehung Großerkmannsdorf/Radeberg von 40 Millionen Euro wurden zu 75 Prozent aus Mitteln des Europäischen Fonds für regionale Entwicklung (EFRE) und zu 25 Prozent aus dem Landeshaushalt Sachsen finanziert.

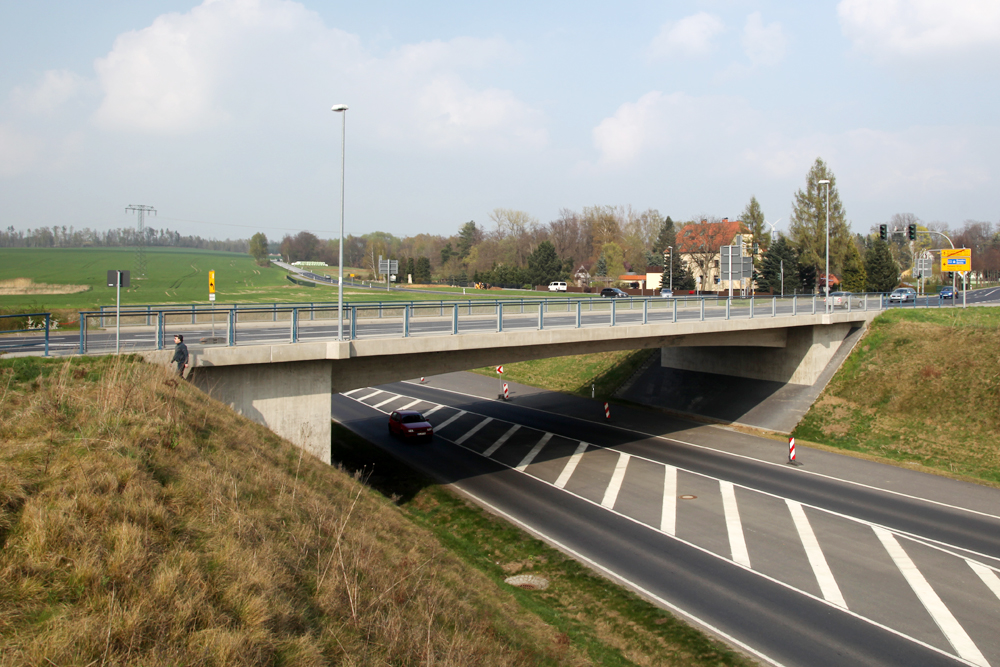
S 177 am vorläufigen Ausbauende in Radeberg im Jahr 2014. An dieser Stelle führt die Straße seit Oktober 2023 weiter als S 95 zur AS Pulsnitz. Bildrechts befindet sich die Ortslage Heinrichsthal.

### Anschlussstelle Pulsnitz
Der Bauabschnitt von Radeberg bis zur neuen Anschlussstelle Pulsnitz der BAB 4 wurde im Oktober 2023 als Staatsstraße 95 dem Verkehr übergeben (Kosten 63 Millionen Euro). Sie zweigt in Radeberg nahtlos von der S 177 ab.

## Ehemalige Fernverkehrsstraße 177
Die Fernverkehrsstraße 177 (Abkürzung: F 177) war eine Fernverkehrsstraße im Bezirk Dresden. Nach der Wiedervereinigung wurde sie zur sächsischen Staatsstraße 177 abgestuft.

### Überblick
- Länge: 14 km
- Anfangspunkt: Meißen
- Endpunkt: Anschlussstelle Wilsdruff/Meißen an der heutigen A 4

### Verlauf
- Meißen (0,0 km) → F 6
- Ullendorf (7,7 km)
- Sora (11,5 km)
- Anschlussstelle Wilsdruff/Meißen (14,0 km) → Autobahn Eisenach–Bautzen